# Andrew Jonathan Alexander
Andrew Jonathan Alexander (né le 21 novembre 1833 à Midway, État du Kentucky, et décédé le 4 mai 1887 à Utica, État de New York) est un brigadier-général de l'Union. Il est enterré au cimetière de fort Hill à Auburn dans le comté de Cayuga (État de New York).

## Biographie

### Avant la guerre
À la mort de son père, Andrew Jonathan Alexander est élevé par une mère anti-esclavagiste.
Il va au collège à Danville (Kentucky).

### Guerre de Sécession
Andrew Jonathan Alexander s'engage en tant que second lieutenant dans le First Regiment of Mounted Rifles qui deviendra le 3rd Regular Calvary.
Il est promu capitaine le 1er juillet 1862, lors de sa participation à la campagne de la Péninsule de Virginie. Il est présent lors du siège de Yorktown.
Lors d'un combat à Slater's Mill, il fait prisonnier un officier confédéré.
Puis, il est promu commandant le 3 juillet 1863 pour sa participation à la bataille de Gettysburg.
Promu lieutenant-colonel le 20 juillet 1864 pendant la campagne d'Atlanta, il est affecté aux états-majors des généraux George Stoneman, Francis Preston Blair Jr. et James Harrison Wilson.
Il accède au grade de colonel le 2 avril 1865 à la suite de la capture de Selma.
Il est nommé brigadier-général des volontaires le 5 janvier 1865 et breveté brigadier-général de l'armée régulière le 16 avril 1865 pour « compétence éminente et bravoure durant les engagements de cavalerie à Ebenezer Church en Alabama et de Columbus en Géorgie  et pour une dévotion inébranlable dans le devoir sur le champ de bataille durant la guerre ».

### Après la guerre
Il reste dans l'armée après la guerre et prend sa retraite avec le grade de lieutenant-colonel en 1885.